# Права ЛГБТ в Германии
В последние годы современная Германия превращается в страну с относительно открытым европейским обществом, толерантным к представителям ЛГБТ. С момента отмены уголовного преследования за гомосексуальные контакты в стране был принят ряд законов, обеспечивающих равноправие однополых пар и семей и защищающих гомосексуалов от дискриминации. С 1 августа 2001 года в стране официально легализованы однополые союзы, которые всё больше становятся похожими на брак по своему содержанию. С 1 октября 2017 года в Германии заключаются однополые браки. И хотя гомофобные настроения в обществе, по-прежнему, ещё имеют место, сегодня гомосексуальность достаточно терпимо воспринимается большей частью общества, особенно в крупных городах. В стране широко проводятся гей-прайды, различные спортивные и досуговые мероприятия, направленные на ЛГБТ-сообщество, в городах действует множество ЛГБТ-клубов и организаций. Многие известные личности, звёзды и политики открыто объявляют о своей гомосексуальности.

## Декриминализация и реабилитация

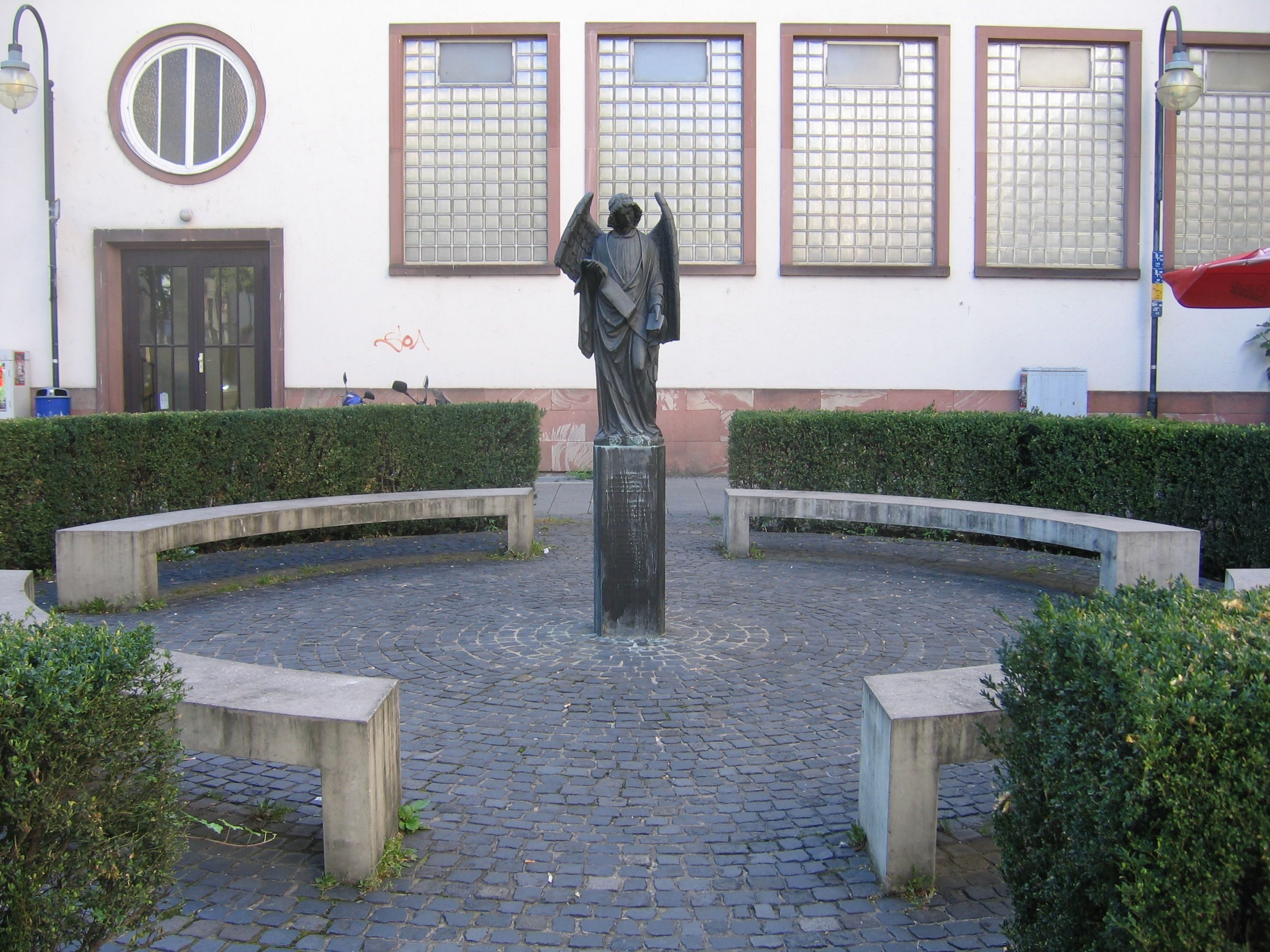
Монумент Франкфуртский ангел в память гомосексуальным жертвам нацизма

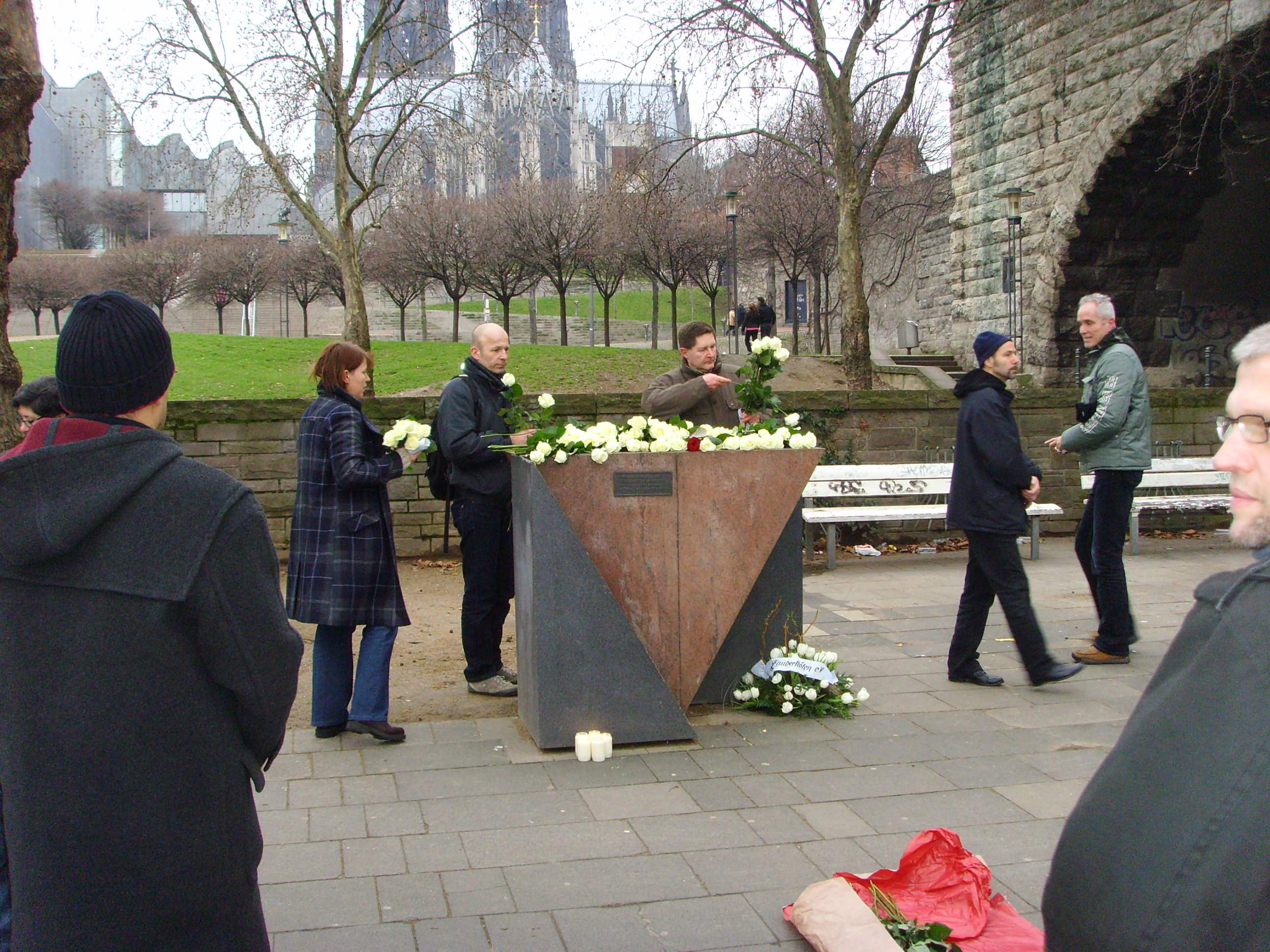
Розовый треугольник в Кёльне

Введённый ещё 15 мая 1871 года в Кайзеровской Германии «Параграф 175», ставивший вне закона половые контакты между двумя лицами мужского пола, пережил смену нескольких политических режимов. Закон был значительно ужесточён нацистами и впоследствии в неизменном виде унаследован уголовными кодексами обеих послевоенных Германий.
В 1957 году в ГДР действие закона было ограничено лишь на сексуальные контакты с лицами, не достигшими 21 года. В 1968 году этот возраст был снижен до 18 лет. В 1989 году Народная палата ГДР уравняла возраст сексуального согласия для гомо- и гетеросексуальных связей, установив его на отметке 14 лет. Данный возраст был действительным и на новых землях после объединения Германии вплоть до 9 марта 1994 года.
ФРГ с момента своего образования также полностью переняла 175 параграф без изменений. 10 мая 1957 года Конституционный суд ФРГ постановил, что однополые контакты прямо нарушают традиционные законы. Кроме того, согласно суду, 175 параграф не носил в себе национал-социалистического начала и поэтому мог быть полностью перенят новой демократической Германией. По 175 параграфу в ФРГ было осуждено более 50 тысяч мужчин. Ещё более 100 тысяч мужчин подвергались судебным преследованиям. В 1969 году были отменены уголовные наказания за добровольные гомосексуальные контакты для лиц, достигших 21-летнего возраста. В 1973 году этот возраст был понижен до 18 лет. Но и после декриминализации гомосексуальных отношений в полиции продолжали составляться так называемые «Розовые списки гомосексуалов» (нем. Rosa Liste) на всякий случай.
Бундестаг объединённой Германии лишь в июне 1994 года полностью отменил 175 параграф, уровняв тем самым возраст сексуального согласия для гомо- и гетеросексуальных отношений на отметке 14 или 16 лет. Повышенная планка в 16 лет применяется в том случае, если совершеннолетний партнёр выполняет для несовершеннолетнего воспитательную, образовательную или опекающую функцию.
Однако вплоть до 2002 года немецкое правительство (при поддержке ХДС/ХСС и СвДП) не хотело признавать гомосексуалов жертвами нацистского режима. Благодаря инициативе Союза геев и лесбиянок Германии в 2008 году в Берлине был открыт мемориал гомосексуалам — жертвам нацизма. К этому моменту в Германии уже существовало несколько памятников, посвящённых гомосексуальным жертвам нацизма — открытый в 1994 году Франкфуртский ангел во Франкфурте-на-Майне и открытый в 1995 году Мемориал геев и лесбиянок — жертв нацизма в Кёльне. Кроме того, во многих местах в Германии установлены мемориальные доски.
Однако в 2002 году жертвами 175 параграфа были официально признаны и реабилитированы лишь осуждённые в Третьем рейхе, несмотря на то, что после 1945 года по этому параграфу было подвергнуто аресту более 100 тысяч и осуждено в общей сложности более 50 тысяч мужчин. В сентябре 2012 года Правовой отдел Бундесрата по инициативе Берлина, Гамбурга и Северного Рейна-Вестфалии вынес предложение немецкому правительству о реабилитации всех жертв 175 параграфа, осуждённых в послевоенной Германии.

## ЛГБТ-движение
Началом современного ЛГБТ-движения в Германии считается премьера на XXI Берлинском кинофестивале в 1971 году фильма «Не гомосексуал извращён, а ситуация, в которой он живёт» (ФРГ, 1970) режиссёра Розы фон Праунхайма, под влиянием которого в Западном Берлине в 1971 была создана первая в стране правозащитная ЛГБТ-организация Homosexuelle Aktion Westberlin. В последующие годы создавались многочисленные организации в других городах. В 1972 году в Мюнстере произошли первые в истории Германии демонстрации в защиту прав ЛГБТ.
Несмотря на многочисленные достижения ЛГБТ-движения Германии на сегодняшний день предстоит ещё много сделать на пути преодоления гомофобии и дискриминации однополых пар в сравнении с разнополыми женатыми супругами. В борьбе с дискриминацией на рабочем месте возникают различные профсоюзы и некоммерческие объединения гомосексуальных сотрудников разных категорий — например, сотрудников полиции, военных, школьных учительниц и учителей, врачей и так далее. Наиболее сложным при этом является положение сотрудников, работающих в организациях, управляемых церковными институтами, в особенности Римско-католической церковью. С 2011 года в Берлине действует первая и пока единственная русскоязычная ЛГБТ-группа Quarteera, работа которой направлена на русскоязычных мигрантов в Германии.

## Однополые семьи
| Оценка числа совместно проживающих однополых пар, состоящих в зарегистрированных союзах: |
| ---------------------------------------------------------------------------------------- |
| 10 000 20 000 30 000 40 000 50 000 2003 2006 2010 2011 2013 2014 2015                    |

Закон о зарегистрированных гражданских партнёрствах (нем. Gesetz über die Eingetragene Lebenspartnerschaft, LPartG) предоставляет возможность двум совершеннолетним лицам одного пола зарегистрировать гражданское партнёрство. Закон был принят 16 февраля 2001 года и вступил в силу 1 августа 2001 года. Официально лишь с 2014 года ведётся точный статистический учёт количества зарегистрированных и расторгнутых однополых союзов. Так, в 2014 и 2015 годы ежегодно заключалось более 7 тысяч однополых союзов, при этом существенной разницы между чилом регистрируемых мужских и женских пар не отмечалось. За те же годы также отмечается устойчивое количество расторжений однополых союзов — около 1,1 тысячи в год. Существенной разницы между мужчинами и женщинами также не наблюдается.
Точной статистики числа однополых союзов в Германии за предыдущие годы не существует. Однако имеются оценочные данные общего числа однополых домохозяйств, состоящих в зарегистрированных партнёрствах. Согласно Бюро статистики ФРГ, в 2015 году в стране имелось около 94 тысячи совместно проживающих однополых пар. При этом 46 % из них (43 тысячи пар) состояла в официально зарегистрированном партнёрстве. Отмечается постоянный рост данного показателя. Так, например, в 2013 году он составлял 45 %, а в 2006 году — лишь 19 %.
Согласно Государственному институту исследований семьи при Бамбергском университете, в 2009 году в Германии почти 7 тысяч детей воспитывалось однополыми парами, среди них более 2,2 тысяч — парами, официально зарегистрировавшими свои отношения. По некоторым оценкам, число детей, воспитывающихся однополыми парами, доходит в Германии до 8 тысяч.
С момента введения закон о гражданских партнёрствах претерпел множество изменений. К 2017 году правовой статус однополых союзов в Германии уже практически полностью соответствовал гетеросексуальному браку. Однако, по-прежнему, гражданские партнёры дискриминируются по сравнению с супругами в вопросе усыновления и удочерения детей. 30 июня 2017 года бундестаг большинством голосов принял закон, открывающий однополым парам доступ к заключению брака с полным правом на совместное усыновление, при этом новые гражданские союзы больше заключаться не будут, а старые продолжат своё существование «как есть». Закон вступил в силу 1 октября 2017 года.

## Антидискриминационное законодательство
С подписанием Амстердамского договора Германия перенимает обязанности по предупреждению дискриминации по отношению сексуальной ориентации на рабочем месте и в трудовой деятельности.
18 августа 2006 года вступило в силу антидискриминационное законодательство (Allgemeines Gleichbehandlungsgesetz — AGG), согласно которому в Германии запрещается любая дискриминация по признаку расы, этнического происхождения, пола, религии или взглядов на мир, инвалидности, возраста и сексуальной ориентации. Закон направлен на преодоление дискриминации не только в трудовом праве, но и в частном гражданском праве. В то же время существуют некоторые сомнения в применимости AGG в сферах, регулируемых отдельным законодательством, например, в вопросах необоснованного увольнения, где главенствующим остаётся «Закон о защите от увольнения» (нем. Kündigungsschutzgesetz).
Многие федеральные земли не стали дожидаться принятия федерального антидискриминационного законодательства и сами ввели подобные законы. Другие земли даже запретили дискриминацию на основе сексуальной ориентации в своих земельных конституциях, например Берлин (с 1995 года), Бранденбург (с 1992 года) и Тюрингия (с 1993 года).

## Положение с донорством крови
Запрет на донорство крови для МСМ был введён во многих странах Европы во второй половине 1980-х годов с началом эпидемии СПИДа. Согласно последней редакции директивы о донорстве (2010 год), Федеральная медицинская ассоциация Германии включает мужчин, практикующих сексуальные контакты с мужчинами, в группу лиц с рискованным сексуальным поведением и исключает их из списка потенциальных доноров. В то же время Медицинская ассоциация поясняет, что повышенный риск передачи ВИЧ-инфекции среди МСМ вызван не их сексуальной ориентацией, а повышенным числом сексуальных партнёров и специфическим сексуальным поведением (оральный и анальный секс). Медицинская ассоциация также указывает на невозможность проведения детального изучения каждого желающего сдать кровь, и считает неуместными чересчур интимные вопросы (например, о используемых сексуальных практиках) в анкетах для доноров, которые могут отпугнуть население от сдачи крови.
Организация по борьбе со СПИДом Deutsche Aids-Hilfe также поддерживает полный запрет на донорство МСМ. В то же время Юрген Рокштро (нем. Jürgen Rockstroh), президент другой организации по борьбе со СПИДом Deutsche Aids-Gesellschaft и научный сотрудник Боннского университета выступает против поголовного запрета на донорство МСМ, но за рациональный подход к донорству на основе сексуального поведения кандидата, а не его ориентации.
Активистами за отмену запрета была создана организация Schwules Blut, которая борется за отмену общего запрета и разработку индивидуального подхода к каждому потенциальному донору. Право гомо- и бисексуальных мужчин на донорство крови отстаивает также и Союз геев и лесбиянок Германии, призывая отсеивать кандидатов не по группам риска, а по реальному сексуальному поведению.
Некоторые эксперты, в частности некоторые представители Института Пауля Эрлиха, придерживаются мнения, что поголовный запрет МСМ от участия в донорстве крови имеет скорее отрицательные последствия, чем положительные. Это связано с тем, что отсев МСМ производится лишь по данным анкетирования, однако никто не может проверить принадлежность мужчины к группе МСМ, в связи с чем многие из них всё равно умалчивают об этом. В связи с этим необходима разработка принципиально нового подхода к оценке доноров. Кроме того, существует группа лиц, которая приходит в пункты сдачи крови не с целью донорства, а с целью прохождения сопутствующего обязательного теста на ВИЧ. Среди таких людей часто оказываются лица с промискуитивным сексуальным поведением.

## Общественное мнение

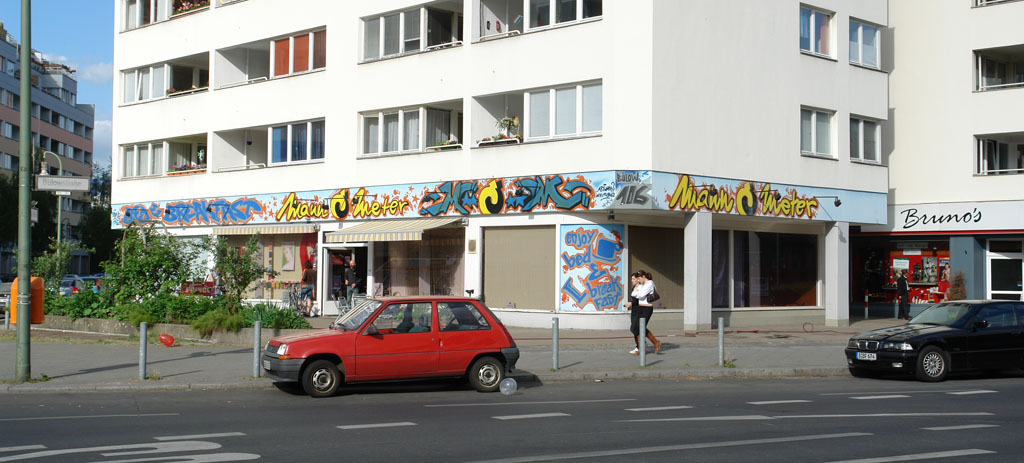
Офис центра Mann-O-Meter в Берлине.

Проведённый в декабре 2006 года фондом Angus Reid Global Monitor социологический опрос показал, что 52 % немцев высказываются за введение однополых браков во всей Европе.
Согласно опросу, проведённому в сентябре 2007 года центром Emnid, 79 % немцев не против того, если следующим канцлером Германии стал бы гомосексуал.
В то же время гомонегативизм и гомофобия, а также насилие по отношению к гомосексуалам и транс-людям не искоренены в обществе. Для таких случаев в Берлине организован телефон доверия для ЛГБТ, подвергшихся гомофобным нападениям. Проект «Maneo», организованный ЛГБТ-центром Mann-O-Meter, предлагает помощь и анонимные консультации для жертв гомофобных преступлений, а также проводит различные тренинги совместно с берлинской полицией.

## Отношение политических партий
Четыре из пяти крупнейших партий Германии (социал-демократы, свободные демократы, «зелёные» и «левые») выступают за полное равноправие ЛГБТ. В то же время консервативные христианские демократы хотя и признают гомосексуальные пары союзами двух людей, однако принципиально отказываются уравнивать в правах однополые союзы с традиционными семьями. Практически все крупные партии имеют особые ЛГБТ-группы, целью которых является разработка совместных программ и законопроектов, направленных на преодоление дискриминационного законодательства. Примерами таких групп могут служить Schwusos в составе СДПГ и LSU в составе ХДС/ХСС. У «зелёных» нет особой ЛГБТ-группы, однако в каждом земельном отделении создаётся рабочая группа по ЛГБТ-политике.
Многие политики высшего уровня являются открытыми геями. К их числу, например, относятся: бывший бургомистр Берлина Клаус Воверайт (СДПГ), член Бундестага от партии «зелёных» и первый управляющий бундестага Фолькер Бек, бывший министр иностранных дел Германии Гидо Вестервелле (СвДП) и бывший первый бургомистр Гамбурга Оле фон Бойст (ХДС).
Представители политических партий официально принимают участие в ежегодных гей-прайдах.

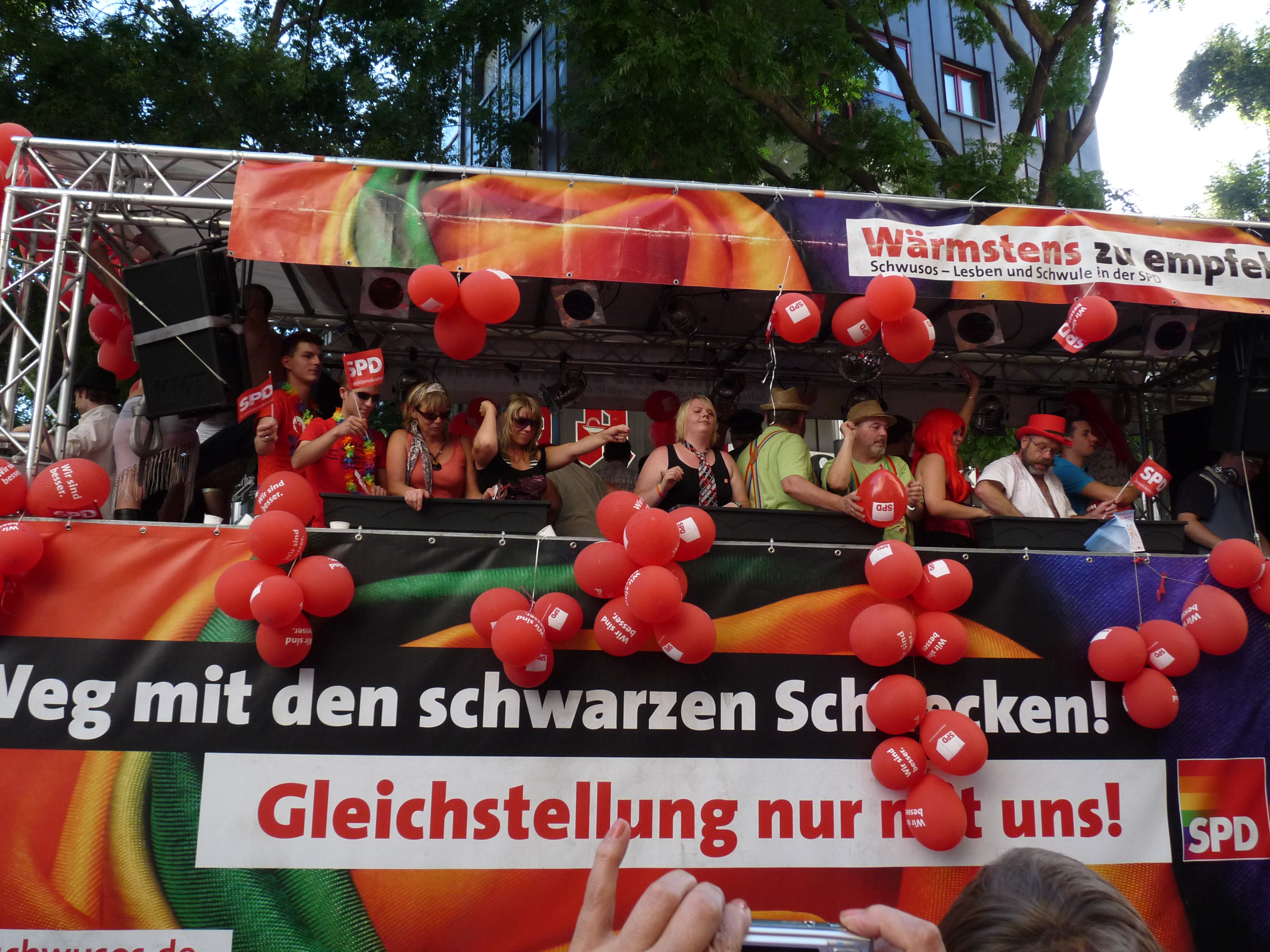
СДПГ на прайде в Штутгарте в 2009 году.
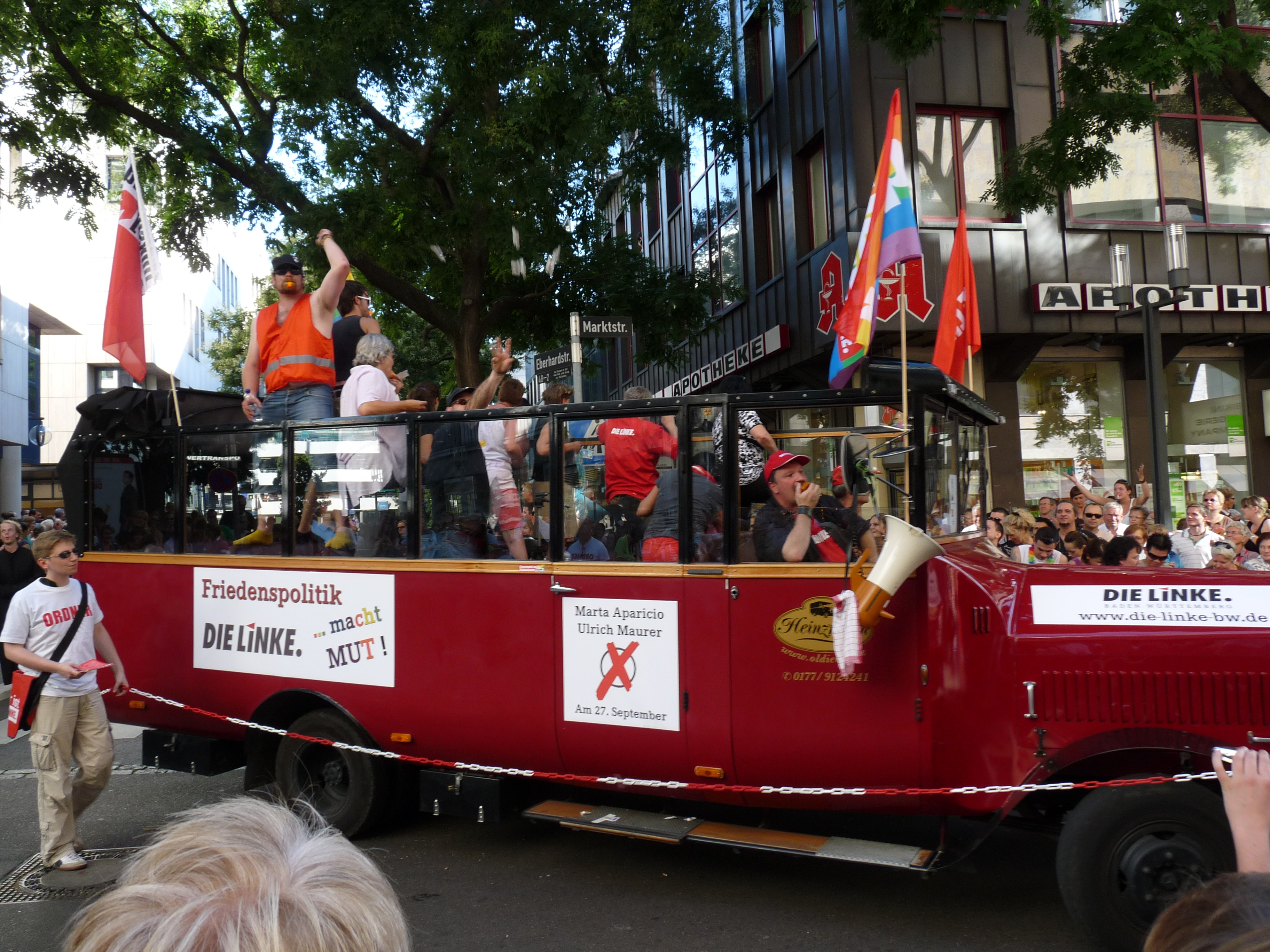
«Левые» на прайде в Штутгарте в 2009 году.
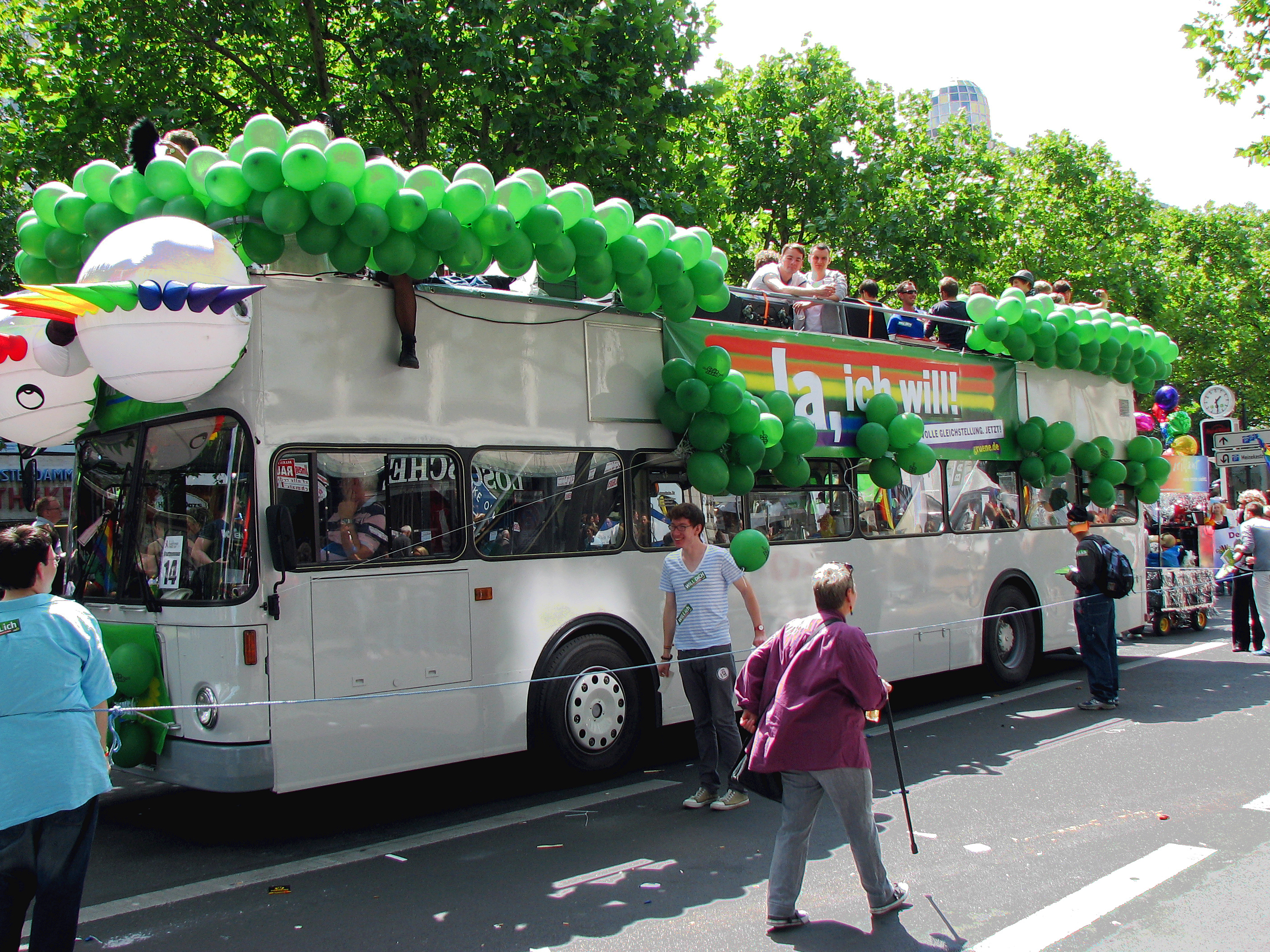
«Зелёные» на прайде в Берлине в 2011 году.
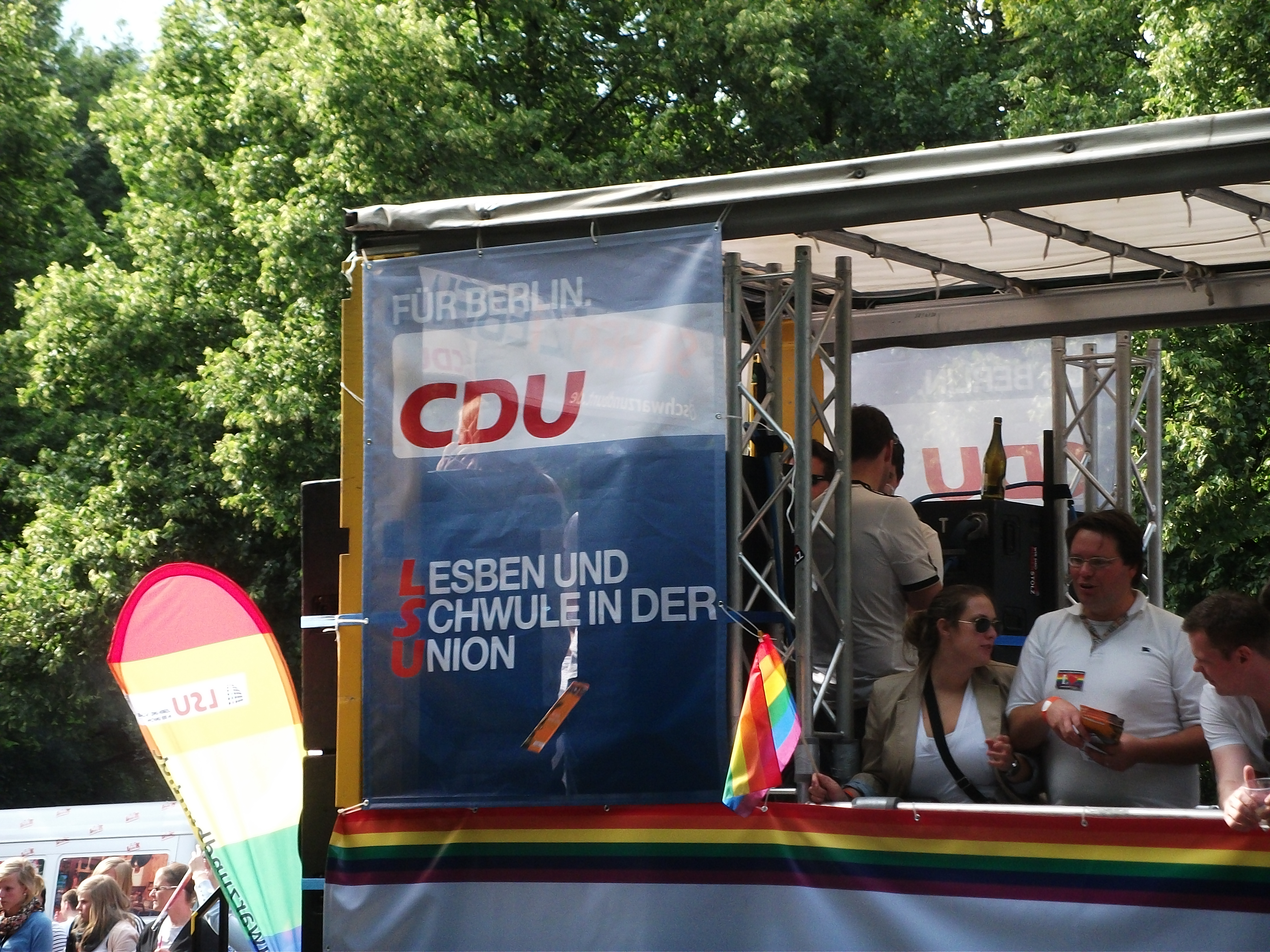
ХДС на прайде в Берлине в 2011 году.

## Вооружённые силы
Гомосексуальность не является препятствием для службе в Бундесвере — ни в качестве призывника, ни в качестве наёмного солдата. Однако до 2000 года существовало ограничение: открытые геи не могли дослужиться до офицера. В случае, если станет известно о гомосексуальности офицера, подчинённые призывники могли требовать его замены.
Известным примером стал старший лейтенант Винфрид Штехер (нем. Winfried Stecher), который по причине его гомосексуальности был переведён на другую должность, не связанную с подготовкой солдат. В связи с чем Штехер обратился с жалобой в Конституционный суд страны. Тогдашний министр обороны Рудольф Шарпинг (нем. Rudolf Scharping), оправдывая перевод Штехера, говорил:
Гомосексуальность даёт повод усомниться в способности офицера и исключает возможность его использование в функциях, связанных с руководством, воспитанием и обучением молодых солдат...
При этом Шарпинг ссылался на заключение 1 WB 48/97 Федерального административного суда (нем. Bundesverwaltungsgericht) от 18 ноября 1997 года, которое утверждало, что «не требует юридических доказательств тот факт, что гомосексуальные солдаты не могут использоваться для обучения призывников».
В конце 2000 года в сборнике «Помощь для начальников Бундесвера», подписанном генералом Гаральдом Куятом (нем. Harald Kujat) требовалось, чтобы военные начальники с толерантностью относились к представителем других законодательно разрешённых сексуальных ориентаций и гендерных идентичностей, включая трансгендерных солдат, и противодействовали их дискриминации.
Вскоре это положение было подтверждено постановлением «Отношение к различным проявлением сексуальности в Бундесвере». В 2004 году данное постановление было обновлено. Таким образом, интимная сфера солдат является их неотъемлемым личным правом и не может подвергаться контролю. При этом гомосексуальные (равно как и гетеросексуальные) контакты могут происходить и на территории военного подразделения, если они происходят во внеслужебное время. Также военные звания партнёров не имеют никаких значений.
В 2006 году разразился новый скандал, когда Министерство обороны запретило солдатам во время служебных поездок останавливаться в гостиницах, расположенных в гей-кварталах или неподалёку от гей-баров или гей-клубов.
В этом же 2006 году Бундестаг внёс изменения в «Закон о равноправии солдат» (нем. Soldatinnen- und Soldaten-Gleichbehandlungsgesetz — SoldGG), добавив «сексуальную идентичность» в качестве признака, по которому запрещается дискриминация.
Солдаты, состоящие в зарегистрированном партнёрстве, получают надбавку за службу вдали от семьи — Trennungsgeld (как и их женатые коллеги). В октябре 2010 года в Бундестаге обсуждался законопроект о предоставлении полного равноправия состоящих в партнёрстве солдат с женатыми солдатами в вопросах, связанных с оплатой и обеспечением. Соответствующий закон был принят 2 декабря 2010 года и вступил в силу задним числом с 1 января 2009 года.

## Отношение церкви

Отделения ЕЦГ, дающие благословение однополым парам

Несмотря на довольно широкое признание прав ЛГБТ государством, различные конфессии на территории Германии, ссылаясь на Библию, продолжают отвергать гомосексуальность. В стране действует несколько инициативных группы (например, экуменистическая группа «Гомосексуалы и церковь»), целью которых является установление диалога между церковью и ЛГБТ на пути по преодолению их дискриминации.

### Евангелическая Церковь Германии
В настоящее время гомосексуальность не является препятствием для возведения в сан в Евангелической Церкви Германии.
В 2007 году ЕЦГ приняла декларацию «Укрепление надежности и ответственности», в которой были одобрены однополые моногамные партнёрства. Благословение однополых пар, заключивших гражданское партнёрство, в марте 2011 года проводили, однако, лишь 14 региональных церквей ЕЦГ.
В евангелической церкви нет обета безбрачия для священников. Однако вопрос о том, могут ли гомосексуальные евангелические священники заключать однополые гражданские союзы со своими партнёрами и жить с ними в пастерском доме, ещё открыт и активно обсуждается.
В настоящее время лишь три отделения ЕЦГ (Евангелическая церковь Гессена-Нассау, Евангелическо-лютеранская церковь Баварии и Евангелическая церковь Средней Германии) уже разрешили своим священнослужителям проживать в пасторских домах совместно со своими партнёрами. В январе 2012 года к их числу присоединилась Евангелическо-Лютеранская земельная Церковь Саксонии, однако в данном случае церковь требует обязательного разрешения земельного церковного руководства.

### Католическая Церковь в Германии
Большинство римско-католических епархий в Германии руководствуются инструкцией Ватикана от 2005 года. Согласно данной инструкции, в сан священника не допускаются персоны, «практикующие гомосексуальность, имеющие глубокосидящие гомосексуальные тенденции или поддерживающие так называемую гомосексуальную культуру».

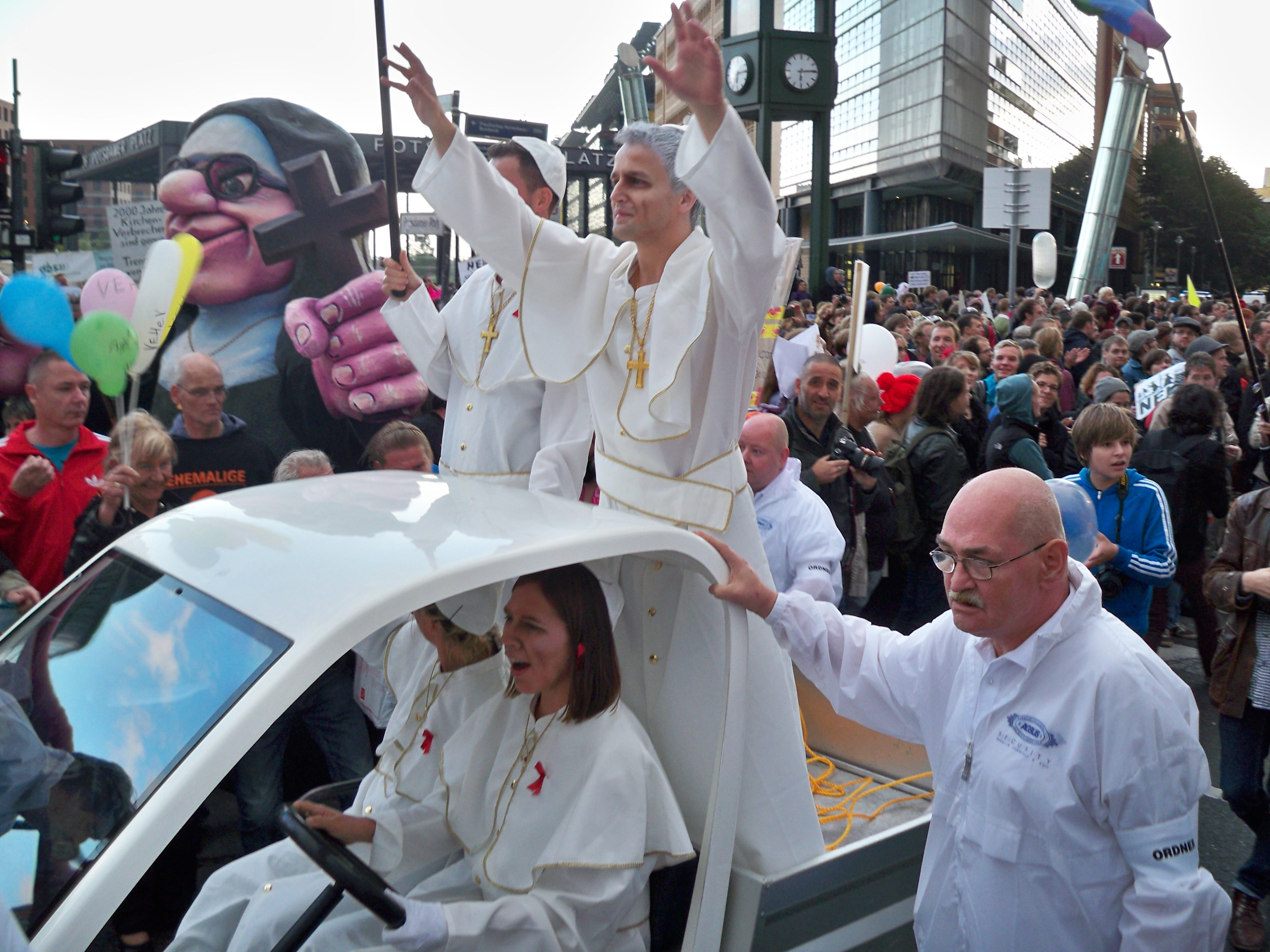
Демонстрация против визита Папы Бенедикта XVI в Берлин, 22 сентября 2011 года

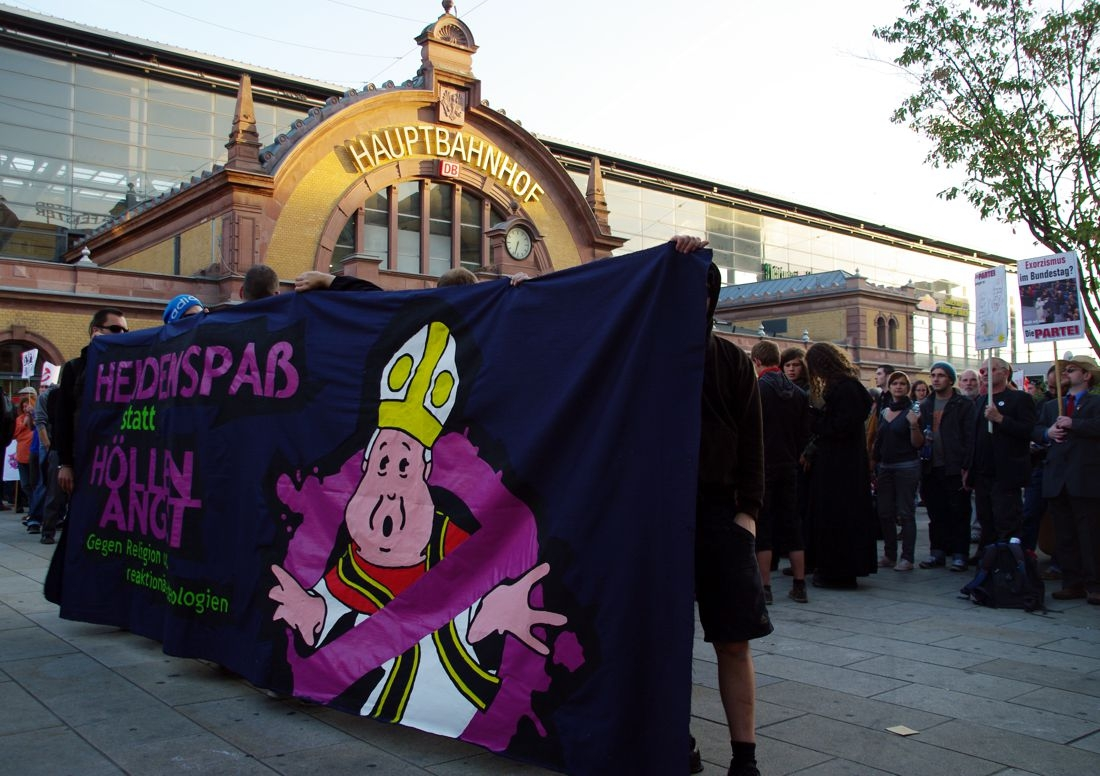
Протест против визита Папы в Эрфурт, 23 сентября 2011 года

Также гомосексуалы не допускаются к преподаванию католической религии и теологии в учебных учреждениях, даже в светских. Это связано с тем, что по законам Германии преподаватели религии являются не только сотрудниками образовательного учреждения, в котором они работают, но и выполняют официальное поручение церкви. Преподаватели католической религии должны получить от Церкви особое разрешени — missio canonica. Широкую огласку получил в мае 2010 года случай, когда был уволен из школы известный католический теолог Давид Бергер после совершения им каминг-аута. После увольнения учителя школьники устроили демонстрацию против гомофобного кардинала, отозвавшего у Бергера разрешение на преподавание. В демонстрации приняло более 400 человек. В июле 2011 года Бергер также был уволен из Папской Академии святого Фомы Аквинского в Риме, в которой с 2003 года читал лекции по богословию.
Действуя согласно инструкции Ватикана от 2005 года, Католическая Церковь в Германии допускает трудоустройство лиц гомосексуальной ориентации, пока их поведение не противоречит положению инструкции, то есть пока они не «практикуют гомосексуальность». Это означает, например, что если церковному руководству станет известно, что сотрудник посещает гей-бары, он будет уволен. РКЦ также освобождает от должности лиц, заключивших гражданское партнёрство, независимо от того, являются ли эти лица католиками. РКЦ вообще не признаёт и не благословляет гомосексуальных союзов, а также выступает категорически против разрешения гомосексуальным парам удочерять и усыновлять детей.
В начале 2011 года 143 католических богослова Германии, Австрии и Швейцарии призвали Папу реформировать церковь, среди прочих требований прозвучал призыв к уважению и неотлучению людей, которые живут в любви, верности и взаимной заботе в гомосексуальном партнёрстве.
В июне 2011 года была обнародована информация о том, что Союз католических врачей (нем. Bund Katholischer Ärzte) предлагает лечение гомосексуальности с помощью гомеопатических средств и психотерапии.
16 сентября 2011 года впервые представители Католической церкви согласились на официальную встречу с немецким Союзом геев и лесбиянок.
22 сентября 2011 года во время визита Папы Бенедикта XVI в Берлин, в городе состоялась многотысячная демонстрация против политики Ватикана в отношении женщин и гомосексуалов, а также против запрета на аборты и использование контрацептивов. Активное участие в подготовке и проведении демонстрации оказали берлинские ЛГБТ-организации. Демонстрации прошли также и в других городах Германии, в которых проходил официальный визит Папы. В предыдущие годы в разных городах Германии также уже проходили гораздо менее многочисленные демонстрации против дискриминации геев РКЦ.

## Christopher Street Day

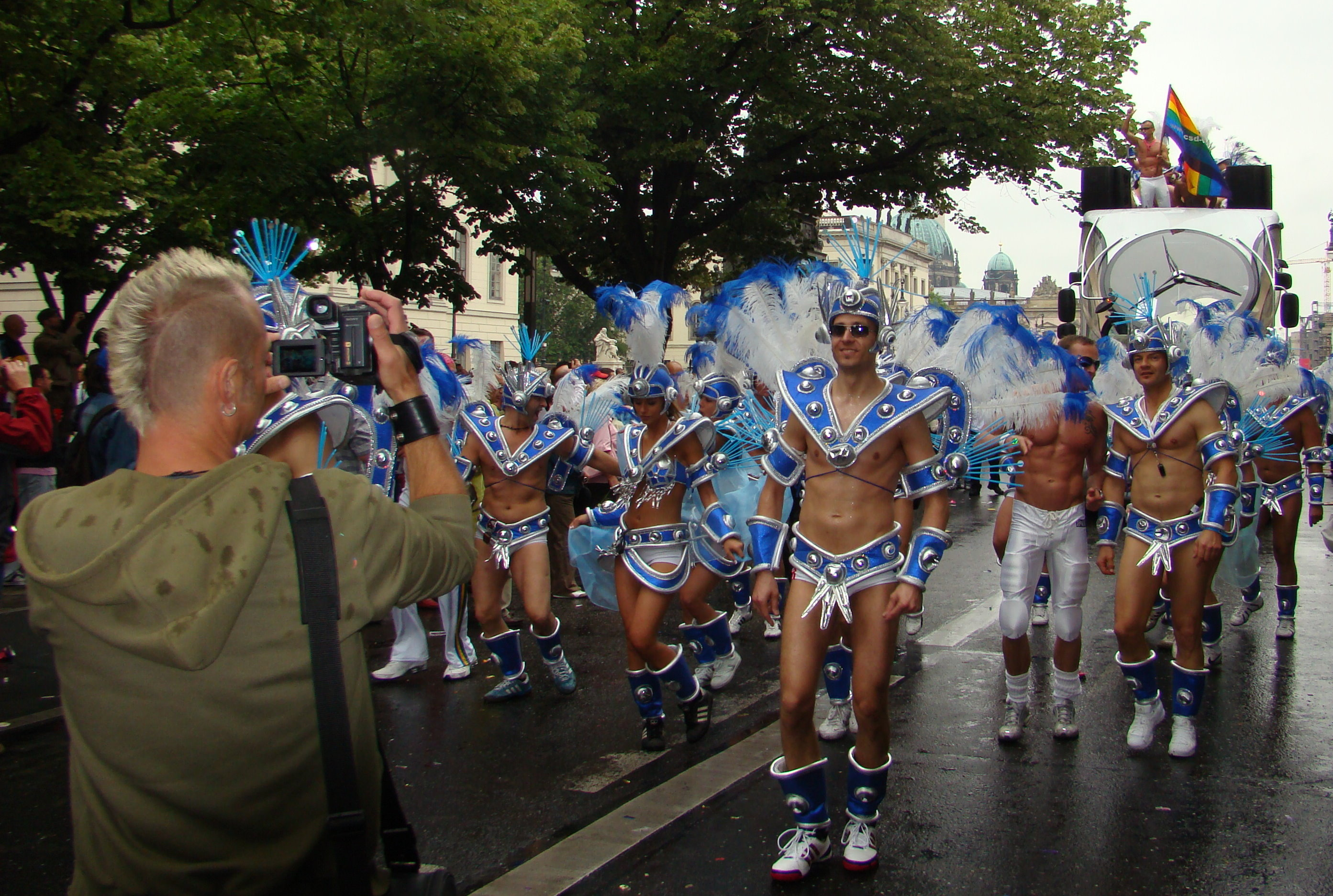
CSD в Берлине в 2008 году

Традиционно гей-прайды в Германии получили название Christopher Street Day или сокращённо CSD в честь событий, произошедших на улице Кристофер-стрит в США в 1969 году. Первый немецкий CSD состоялся в Берлине и Бремене в 1979 году, в которых в общей сложности приняло участие около 400 человек.
В настоящее время практически каждый крупный немецкий город проводит свой CSD. Крупнейшие прайды проходят в Берлине и Кёльне. В мероприятиях часто принимают участие известные личности — звёзды и политики. В частности, в разные годы на CSD были замечены президент Бундестага Вольфганг Тирзе (нем. Wolfgang Thierse), бывшая министр сельского хозяйства Ренате Кюнаст, берлинский бургомистр Клаус Воверайт, бургомистр Франкфурта Петра Рот (нем. Petra Roth), гессенский министр-президент Роланд Кох или руководитель партии «зелёных» Клаудия Рот (нем. Claudia Roth). Крупнейшим гостем прайда стал тогдашний министр иностранных дел Германии и вице-канцлер Йошка Фишер, посетивший в 2005 году SCD в Кёльне.
По причине увеличивающейся коммерциализации прайдов и превращения их в городские фестивали, в некоторых городах появляются альтернативные прайды. Так например, в последние годы в берлинском Кройцберге ежегодно проводится альтернативный прайд — Transgenialer CSD.
В 2021 году около 65 тысяч человек приняли участие в гей-параде в Берлине. Christopher Street Day прошел под лозунгом «Спасите наше сообщество — спасите наше достоинство!».

## Сцена и культура

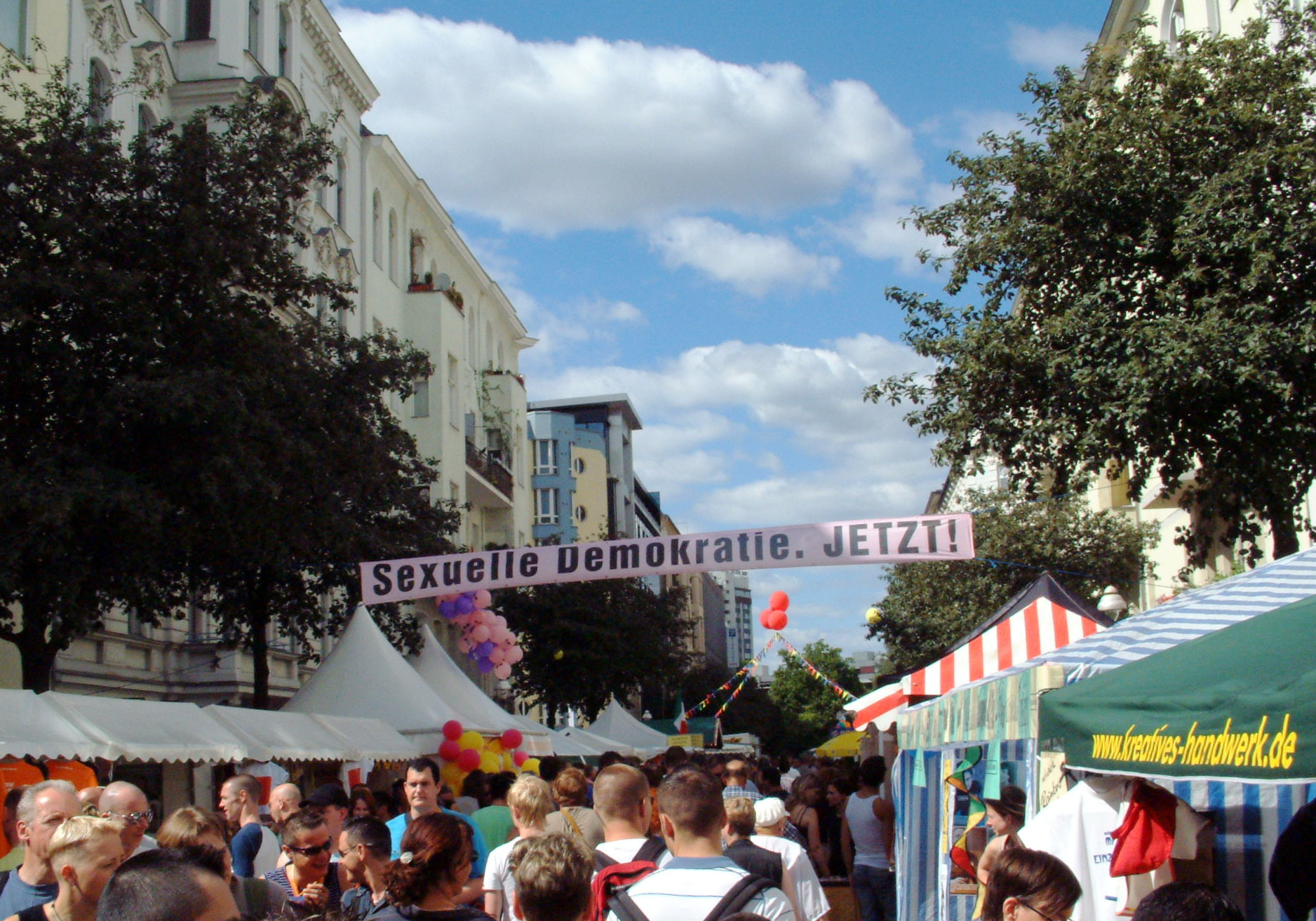
Ежегодная городская гей-ярмарка на Моцштрассе в Шёнеберге

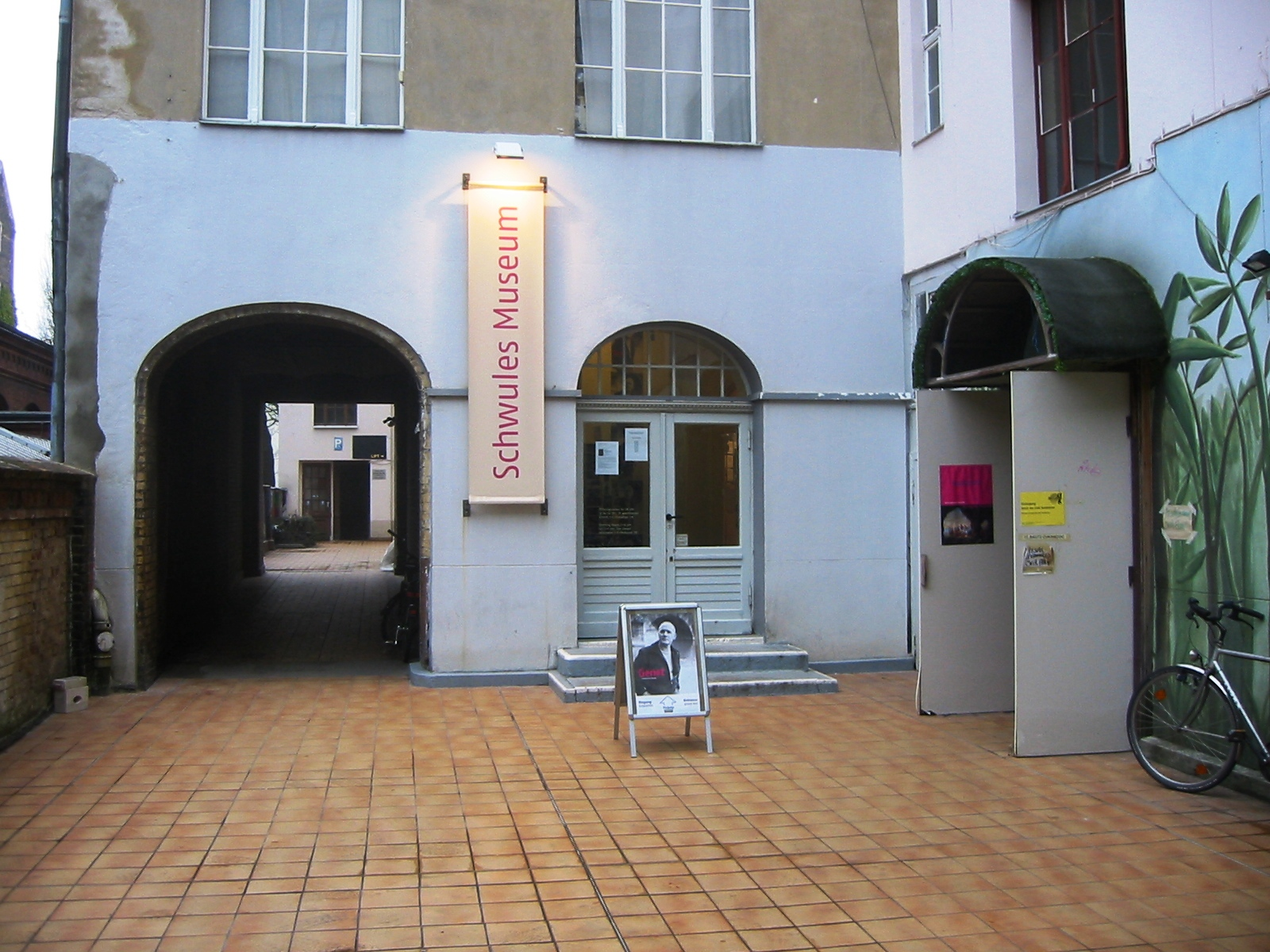
Музей гомосексуальности на проспекте Мерингдамм в Кройцберге

В крупных городах, особенно в Берлине и Кёльне, которые являются негласными гей-столицами Германии, проходит достаточно много различных мероприятий, нацеленных на ЛГБТ-сообщество.

### Берлин

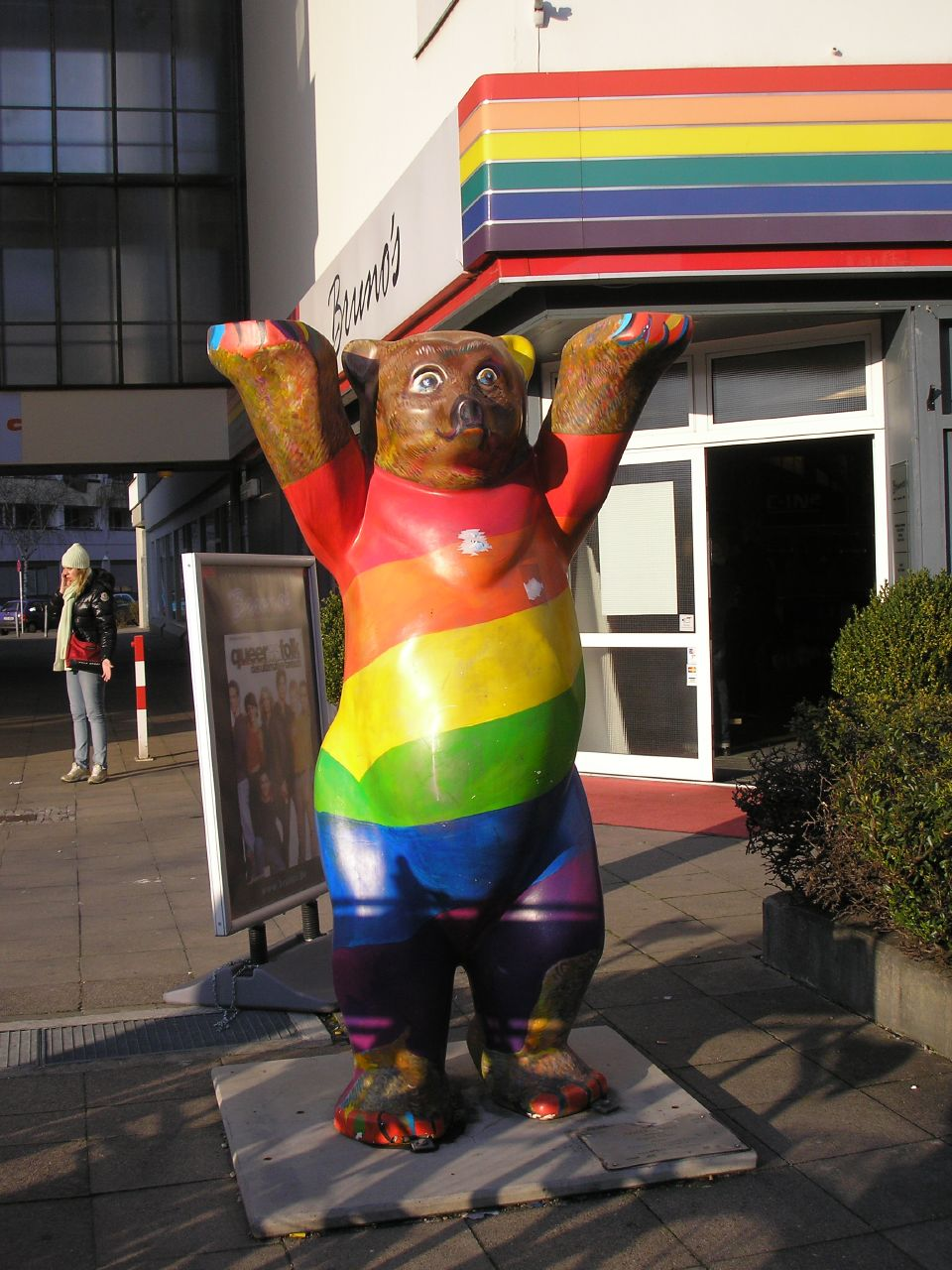
Символ Берлина — берлинский медведь, раскрашенный в радужные цвета

Широко за пределами страны известен берлинский район Шёнеберг, для которого характерна высокая концентрация гей-кварталов с развитой инфраструктурой. В квартале, расположенном между улицами Фуггерштрассе (нем. Fuggerstraße), Моцштрассе и площадью Ноллендорфплац находятся многочисленные кафе, кабаки, бары и магазины, ориентированные исключительно на гомосексуальную публику.
Расположенный на Ноллендорфплац клуб Goya несколько раз в неделю проводит дискотеки для геев. На соседней улице Бюловштрассе (нем. Bülowstraße) расположен также информационно-консультационный центр Mann-O-Meter, в котором не только предлагается различная помощь гомосексуалам, но и устраиваются различные досуговые мероприятия. Неподалёку — на улице Кляйстштрассе (нем. Kleiststraße) находится офис Берлинского отделения Союза геев и лесбиянок Германии.
С 1993 года в один из уик-эндов июня (за неделю до проведения Берлинского прайда) на Моцштрассе и прилегающих улицах упроводится городской гей-лесби-фестиваль, представляющий собой смесь из информационной кампании, шоу и ярмарки, привлекающих тысячи туристов. В 2007 году этот праздник посетило более 420 тысяч посетителей.
При входе на вокзал Ноллендорфплац установлена мемориальная доска «Розовый треугольник» в память гомосексуалам, преследуемым во времена национал-социализма. В центре Шёнеберга находятся также многочисленные гей-френдли-гостиницы, а также гостиницы специально для гомосексуальных постояльцев — Axel Hotel, Tom’s Hotel и другие.
С 2004 года в первую неделю сентября в Шёнеберге проходит европейская версия БДСМ-фестиваля Folsom Europe, привлекающая сотни туристов со всего мира, в том числе не только гомосексуальной ориентации.
Другими наиболее привлекательными для компактного проживания геев районами Берлина являются Пренцлауэр-Берг, Кройцберг и Фридрихсхайн. Широко известны расположенные на проспекте Мерингдамм в Кройцберге гей-центр SchwuZ и Музей гомосексуальности. Старейшим гей-клубом Восточного Берлина является клуб Die Busche во Фридрихсхайне.
В центре города в районе Тиргартен 2008 году был открыт мемориал гомосексуалам — жертвам нацизма. Гомосексуалы также упоминаются в качестве жертв нацизма в мемориале Нойе-Вахе.
В Берлине также расположена одна из старейших ЛГБТ-организаций страны — AHA-Berlin.

### Кёльн
Центром гей-жизни Кёльна является квартал вокруг площади Рудольфплац (нем. Rudolfplatz) и вокруг старой торговой площади (нем. Alter Markt). Каждое лето в Кёльне проводится свой CSD — Cologne Pride, а в августе — ежегодная гей-ярмарка.
Кёльнский Cologne Pride в настоящее время является вторым после городского карнавала крупнейшим карнавальным мероприятием города. Ежегодно в Кёльнском прайде принимают участие от 600 до 700 тысяч участников и зрителей.
В 1995 году в городе был открыт памятник гомосексуальным жертвам нацизма. В 2010 году проводилась VIII Гей-Олимпиада Gay Games 2010.

## Спорт
Крупнейшими спортивными ЛГБТ-объединениями Европы являются берлинский клуб Vorspiel SSL Berlin, кёльнский Sport Club Janus и франкфуртский волейбольный клуб Frankfurter Volleyball Verein. Основанный в 1985 году, этот клуб предлагает в настоящий момент более 15 различных видов спорта, в том числе синхронное плавание для мужчин.
Каждое лето в Берлине в парке Friedrich Ludwig Jahn Sportpark в районе Панков с 1995 года проводятся любительские спортивные соревнования Respect Games, целью которых является преодоление гомофобии в спорте.

## СМИ и медиа

### Кино

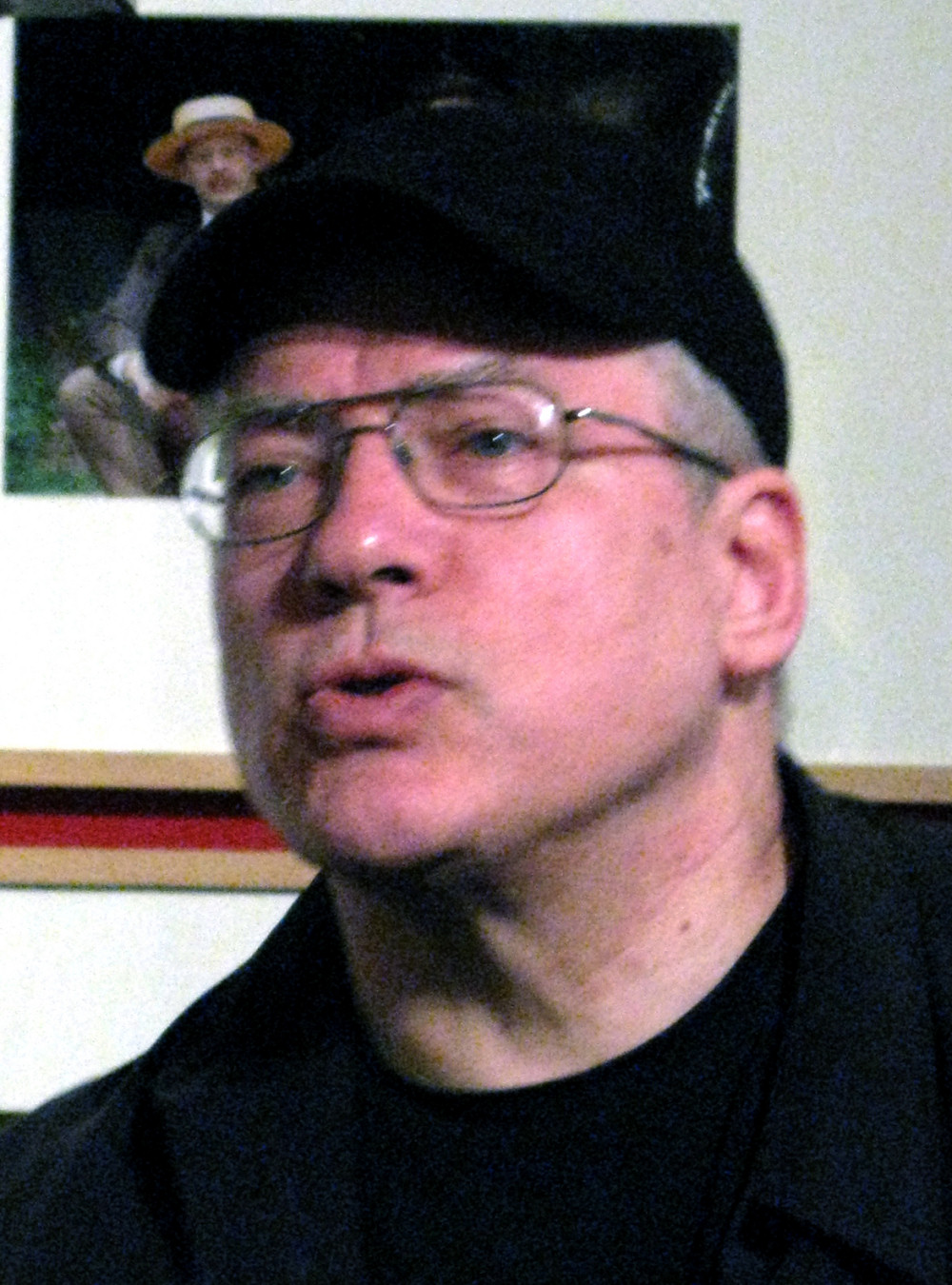
Роза фон Праунхайм

Ежегодно с 1987 года в рамках Берлинского международного кинофестиваля лучшим фильмам, затрагивающим проблемы сексуальных меньшинств, вручается премия «Тедди».
К наиболее успешным немецким фильмам, затрагивающим тему гомосексуальности, можно отнести фильмы «Летний шторм» и «Самый желанный мужчина». Первый фильм рассказывает о подростке, осознающем свою гомосексуальность, а второй — основывается на комиксах Ральфа Кёнига, чьи работы получили известность далеко за пределами Европы.
Снятый ещё в начале 1970-х годов режиссёром Розой фон Праунхаймом фильм «Не гомосексуал извращён, а ситуация, в которой он живёт» вызвал бурную реакцию в обществе и сыграл большую роль в формировании немецкого ЛГБТ-движения. В последующие годы фон Праунхайм ещё не раз обращается к гей-тематике в своих работах.
Фильм «Такси до туалета» (1980 год), рассказывающий о жизни школьного учителя — гея, несмотря на свой малый бюджет, становится культовым в ЛГБТ-среде.
Единственным фильмом, затрагивающим тему гомосексуальности и снятым в Восточной Германии стал фильм «Камин-аут», снятый в 1989 году незадолго до падения Берлинской стены.

### Телевидение и радио
Появление гомо- и бисексуальных героев на немецком телевидении уже не является чем-то необычным. Первой «мыльной оперой», ещё в 1980-е годы показавшей поцелуй между двумя мужчинами, стала «Линденштрассе». В её современных последователях — сериалах «Хорошие времена, плохие времена», «Мариенхоф», «Всё, что имеет значение», «Запретная любовь» и других — часто затрагиваются проблемы каминг-аута, однополой любви и гомофобии.
К наиболее успешным сериалам, ориентированным на ЛГБТ-публику, можно отнести такие как «Берлинская богема», «Montagsgeschichten», «Montagskinder», «Von Mann zu Mann».
С 1 ноября 2008 года в Берлине вещает первый и единственный немецкий телеканал для гомосексуальных мужчин, их друзей и родственников — TIMM.
В 2003—2011 годы из Берлина также вещала частная радиостанция Blu.FM, готовящая радиоэфир специально для геев и лесбиянок. В июне 2011 года радиостанция была закрыта. Впрочем, ещё с 1985 года также из Берлина уже вещала ЛГБТ-радиостанция «Eldoradio», которая была закрыта в 1991 году.

### Печатные СМИ

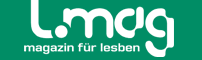
L-Mag — единственный немецкоязычный журнал для лесбиянок

Первым в мире журналом для гомосексуальных мужчин был выходивший в Берлине в 1896—1932 годы журнал «Der Eigene». Журнал издавал Адольф Бранд (нем. Adolf Brand).
В новое время издания для ЛГБТ стали возможными после отмены 25 июня 1969 года параграфа 175. В этом же и в последующие годы было ужреждено несколько изданий для ЛГБТ:
- Журнал «DU&ICH» — выходит с октября 1969 года по сей день.
- Журнал «him» — выходил в 1970—1981 годы.
- Журнал «DON» — выходил с мая 1970 по 1995 год.

В настоящее время существует также множество бесплатных изданий для геев, таких как, например, «Box», «Rik», «GAB», «Hinnerk», «Nürnberger Schwulenpost», «blu», «Siegessäule» и другие.
В то же время журнал L-Mag является единственным немецкоязычным журналом специально для лесбиянок.
В 1995 году было основано издательство Querverlag, которое называет себя первым гей-лесби-издательством Германии.

### Интернет
Интернет-платформа GayRomeo является крупнейшей немецкоязычной виртуальной службой знакомств для гомо- и бисексуальных мужчин, насчитывающая во всём мире более 1,3 миллионов зарегистрированных пользователей.